# پسرک، موش‌کور، روباه و اسب (فیلم)
پسرک، موش‌کور، روباه و اسب (انگلیسی: The Boy, the Mole, the Fox and the Horse) یک انیمیشن کوتاه محصول سال ۲۰۲۲ به کارگردانی پیتر بینتون و چارلی مکسی و نویسندگی جان کروکر و چارلی مکسی است. این فیلم، بر اساس رمانی به همین نام از مکزی در سال ۲۰۱۹ نوشته شده است. صداهای جود کوارد نیکول، گابریل بیرن، ادریس البا و تام هالندر به عنوان چهار شخصیت اصلی در این فیلم وجود دارد. این فیلم حول محور شخصیت‌هایی می‌چرخد که در یک روز زمستانی در دشتی بین آن‌ها رابطه برقرار می‌شود و مضامین انسانیت، همدلی و مهربانی را بررسی می‌کند.
در اوایل سال ۲۰۲۰، با تبدیل شدن این رمان به پرفروش‌ترین، چندین تهیه‌کننده تلاش کردند تا حقوق رمان را برای اقتباس بالقوه روی صفحه نمایش به دست آورند. این حقوق بعداً توسط کارا اسپلر به‌دست آمد که با متیو فروید در تولید فیلم تحت پرچم نون‌مور پروداکشنز در اولین تولیدشان همکاری کرد. جی. جی. آبرامز نیز این فیلم را تحت‌عنوان بد روبات پروداکشنز تولید کرده است. این انیمیشن از راه دور در طول همه‌گیری COVID-۱۹ ساخته شد و بیش از ۱۲۰ نفر از بیش از ۲۰ کشور روی فیلم کار می‌کردند. از آن‌جایی که کتاب مصور کیفیت سبک و ناتمامی داشت، باینتون و تیم انیمیشن او می‌خواستند با استفاده از جوهر مداد برای شخصیت‌ها، که دارای جزئیات پیچیده و بافتی الهام‌گرفته از آبرنگ در پس‌زمینه بود، این موضوع را مطابقت دهند.
پسرک، موش‌کور، روباه و اسب در بریتانیا از طریق بی‌بی‌سی وان و بی‌بی‌سی آی‌پلیر در شب کریسمس (۲۴ دسامبر ۲۰۲۲) و در سطح بین‌المللی در اپل تی‌وی پلاس به عنوان فیلم اصلی اپل در روز کریسمس منتشر شد.

## داستان
پسر در بیابان زمستانی گم می شود، جایی که با مول دوستانه ملاقات می کند، که به او کمک می کند راهش را پیدا کند. پسر در جستجوی خانه ای است که قبلاً هرگز نداشته است. در حین کاوش در بیابان، آنها با رودخانه ای روبرو می شوند و تصمیم می گیرند تا آن را دنبال کنند تا روستایی را پیدا کنند...

## تولید

### موزیک
ایزوبل والر-بریج موسیقی متن فیلم را ساخته است. او گفت که موسیقی «واقعاً انرژی چارلی بود، من فکر می‌کنم که واقعاً به نوعی به موسیقی متن و همچنین مطالب واقعی کتاب کمک می‌کند. همان‌طور که می‌توانید تصور کنید آن‌ها خیلی به هم مرتبط هستند. بنابراین فقط گوش دادن به چارلی بود. صادقانه بگویم، نحوه صحبت او، نوع نگاه او به جهان، و سپس توجه دقیق به اینکه دقیقاً چرا کتاب را نوشته و چرا احساس می‌کند که ساختن فیلم یک چیز مهم است. بنابراین موسیقی واقعاً فقط یک پسوند بود. از آن انرژی و همه‌چیز به ساز و انتخاب پیانو که واقعاً بسیار مهم بود. موسیقی به‌طور همزمان اتفاق افتاد و موسیقی متن حتی قبل از اتمام فیلم نوشته شد.» بخش‌های ارکستر توسط ارکستر کنسرت بی‌بی‌سی با رهبری جف الکساندر اجرا شد. آلبوم ۱۸ آهنگی متشکل از موسیقی والر-بریج در ۲۳ دسامبر ۲۰۲۲ توسط سونی مستروکز منتشر شد.

## پخش
در (اکتبر ۲۰۲۲)، اعلام شد که استودیو اپل اقتباس انیمیشنی از کتاب گرافیکی مصور چارلی مکسی، پسرک، موش‌کور، روباه و اسب (۲۰۱۹) را به‌عنوان فیلم اصلی اپل در سطح بین‌المللی توزیع خواهد کرد، به استثنای بریتانیا که توسط بی‌بی‌سی منتشر شد. با انتشار دو تریلر در ۹ و ۱۲ دسامبر، و یک کلیپ دو دقیقه‌ای به‌طور انحصاری در کلایدر در ۲۱ دسامبر عرضه شد. این فیلم کوتاه اولین‌بار در شب کریسمس (۲۴ دسامبر ۲۰۲۲) در بی‌بی‌سی وان و بی‌بی‌سی آی‌پلیر پخش شد و روز بعد از طریق اپل تی‌وی پلاس در سراسر جهان پخش شد.

## تحسین‌ها
در سال ۲۰۲۳، این اثر برنده جایزه اسکار بهترین پویانمایی کوتاه در نود و پنجمین جوایز اسکار شد.